# Eric Weisstein
Eric W. Weisstein (18 de març de 1969, Bloomington, Indiana, Estats Units) és un enciclopedista estatunidenc, creador i mantenidor de l'enciclopèdia en línia MathWorld, així com d'Eric Weisstein's World of Science (ScienceWorld). Actualment treballa per a Wolfram Research, Inc.
El 1995, Weisstein va convertir un document de Microsoft Word de més de 200 pàgines a format hipertext i el va pujar al seu espai web de l'Institut Tecnològic de Califòrnia sota el títol Eric's Treasure Trove of Sciences. Aquest document contenia un compendi d'informació que Weisstein havia obtingut gràcies als seus estudis. Quan Weisstein es va mudar a la Universitat de Virgínia per continuar els seus estudis d'astronomia, va continuar refinant la seva enciclopèdia personal. El novembre de 1998 va fer un tracte amb CRC Press per publicar la seva enciclopèdia en format llibre, titulat CRC Concise Encyclopedia of Mathematics. Un any després, el 1999, Weisstein va acceptar la posició d'enciclopedista a Wolfram Research, Inc.

## Enciclopèdies de Weisstein
Completes
- MathWorld
- ScienceWorld

En desenvolupament
- Scientific Books Arxivat 2019-02-18 a Wayback Machine.
- Game of Life in Cellular Automata Theory Arxivat 2018-06-21 a Wayback Machine.
- Music Arxivat 2018-07-11 a Wayback Machine.
- Rocketry Arxivat 2017-12-07 a Wayback Machine.